# Колючий дріт

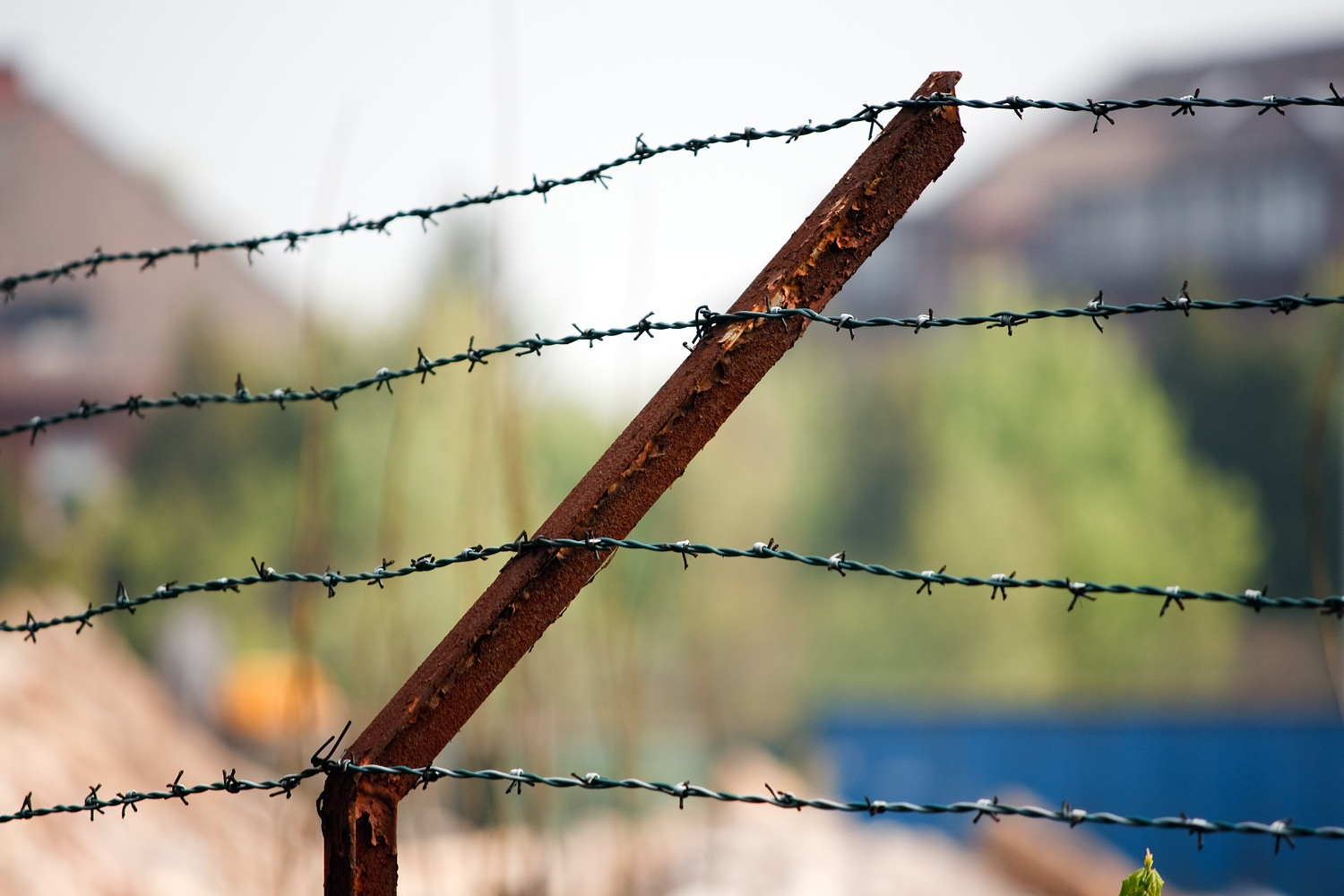
Огорожа з колючого дроту

Колю́чий дріт — сталевий дріт, на якому через рівні інтервали розташовано гострі шипи. Використовується для будівництва дешевих огорож проти тварин і людей. Будь-хто, намагаючись пролізти через огорожу з колючого дроту, наражається на небезпеку травмуватися об шипи. Колючий дріт буває різних конструкцій, зазвичай різниця полягає у формі та розташуванні шипів.

## Застосування
Стримування. Колючий дріт перешкоджає перетину обгородженої території людьми чи тваринами. Намагаючись подолати дріт, вони ризикують поранитися шипами. Також колючий дріт має психологічний ефект, своїм зовнішнім виглядом він може відштовхнути потенційних зловмисників. Розрізати його без спеціальних інструментів практично неможливо. Деякі огорожі з колючого дроту додатково можуть перебувати під електричною напругою, тож струм уражає тих, хто торкається дроту.
Охорона. Завдяки колючому дроту певну територію можна захистити від небажаних дій. Наприклад, захистити грядки від поїдання тамтешніх рослин дикими тваринами.
Розмежування. Паркани з колючого дроту зручно розділяють земельні ділянки. Існують приклади огорож з колючого дроту, які розділяють окремі міста та навіть країни. Щоб оскаржити розміщення колючого дроту може знадобитися звернення до місцевої влади.
Запобіжні засоби. Огорожа з колючого дроту може слугувати стримувальним фактором, наприклад, щоб не допускати людей на небезпечні території, як-от залізничні колії.
Імітація перешкод. Колючий дріт широко використовується на полігонах як дуже популярний спосіб імітації низки умов бою. Паркани з колючого дроту також є популярним способом перевірки міцності та жорсткості одягу та спорядження.

## Історія винаходу

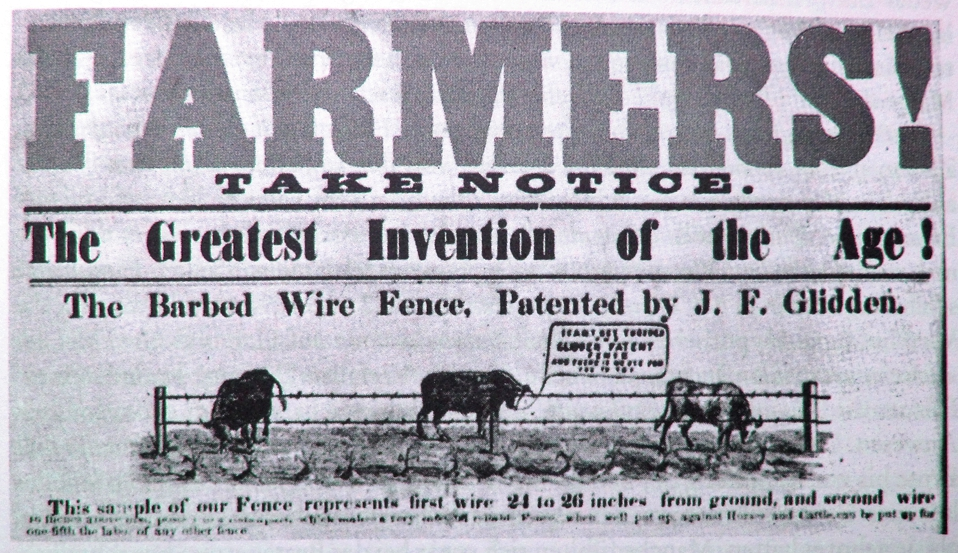
Реклама колючого дроту 1874 року

У 1845 році британець за походженням Річард (Рікардо) Блейк Ньюман, який оселився в Аргентині, привіз зі Сполученого Королівства сталевий гладкий дріт, металеві стовпи та стрижні і використав їх для огородження свого ранчо «Santa María» в окрузі Часкомус. Це стало першим задокументованим випадком застосування дроту для огорожі худоби та сільськогосподарських культур, що стимулював розвиток сільськогосподарського виробництва в Аргентині,. У 1954 році на честь вшанування Річарда Ньютона в Часкомусі на площі його імені встановлено пам'ятник ,, з 2019 року в день його народження (15 березня 1801 року) відзначають День дротяра,. Також в Чаcкомусі працює музей дротяних огорож, який зберігає історичні артефакти, що ілюструють важливість огорож для розвитку сільського господарства в Аргентині,. 
Запатентована ідея застосування колючого дроту для огородження виникла приблизно в один і той же час у Франції та Сполучених Штатах Америки у 1860-х роках. В обох країнах соціально-економічний контекст був сприятливим і дозволяв розвиток такого роду інновацій. Перш за все, Сполучені Штати та Франція були двома країнами з сильним сільськогосподарським підґрунтям, а промислова революція спростила процес його виробництва.  
У Франції першим, хто запропонував використовувати колючий дріт як бар'єр, був винахідник Леонс Ежен Грассен-Баледанс (Léonce Eugène Grassin-Baledans) у 1860 році. Його огорожа була з крученого заліза, просунутого у наїжачені наконечники, отримала патент на виготовлення 7 липня 1860 року. У квітні 1865 року Луї Франсуа Жанен запропонував подвійний дріт з ромбоподібними металевими зубцями, йому було надано патент, але він так і не створив реального комерційного продукту,. З патентом Жильбера Гавіллара від 27 серпня 1867 року колючий дріт починає набувати форми, яку ми знаємо, його винаходи отримали назву «штучні терни» (фр. «ronces artificielles»). 
В Сполучених Штатах у 1863 році коваль з Нью-Йорку Майкл Келлі (Michael Kelly) запропонував ідею використання колючої дротяної огорожі для утримання тварин, але лише у 1868 році запатентував свій винахід. Дротяна перепона складалась з двох скручених дротів, з нанизаною на один із дротів двосторонньою плоскою колючкою. А перший патент у Сполучених Штатах на колючий дріт був виданий у 1867 році торговцю Люсьєну Б. Сміту з Кента, штат Огайо, якого вважають винахідником. Це був дріт, просунутий у циліндри з чотирибічними загостреними стрижнями.  До 1870 року у Сполучених Штатах було не менше чотирьох патентів на винаходи колючого дроту. Але вони не потрапляли на масовий ринок через відсутність широкої реклами. 
Разом з тим потреба в подібних огорожах стояла гостро. Після Громадянської війни в Америці рівнини були широко заселені поселенцями, що зміцнило панування Америки над цими землями. Скотарі переселилися на рівнини та потребували огородження від вторгнень. Зростання прокладених залізничних колій змушувало тримати худобу подалі від них, а фермери мали не допустити, щоб худоба витоптувала їхні посіви. Традиційні матеріали для огорож, що використовувалися на сході США, такі як деревина та камінь, були дорогими у використанні на великих відкритих просторах рівнин, а живоплоти були ненадійними на кам'янистих, глинистих та запилених ґрунтах з низьким рівнем дощу. Потрібна була економічно ефективна альтернатива, щоб зробити скотарство прибутковим.
Патентне відомство США між 1867 і 1874 роками опрацювало понад 200 патентів на різні типи «колючої огорожі»: від дротів, що чергувалися з шипами та дерев'яними дошками, до листів деревини, усіяних шипами.
Наприкінці 1872 року фермер з Де-Калба, Іллінойс, Генрі Роуз розробив дротяну огорожу з прикріпленими до дроту дерев'яними смугами, що містили виступаючі дротяні вістря для відлякування худоби. Він запатентував свій паркан у травні 1873 року і того ж літа виставив його на ярмарку округу Де-Калб. 27 жовтня 1873 року  фермер, також з Де Калба, Джозеф Глідден подав заявку до Патентного відомства США на власний дизайн подвійного дроту для огорожі з гострими шипами. Конструкція Джозефа Гліддена, патент на яку був виданий 24 листопада 1874 року, передбачала новий метод фіксації шипів, що зробило колючий дріт ефективнішим. Глідден також винайшов механізм для масового виробництва дроту. Ідея з'явилася в нього під враженням від колючого дроту Генрі Роуза, який він побачив на ярмарку округу Де Калб. Легенда стверджує, що Гліддена надихнула його дружина Люсінда, котра хотіла обгородити сад. Глідден експериментував, згинаючи короткий дріт навколо довгого за допомогою пристрою, зробленого з кавомолки. Айзек Елвуд, торговець фурнітурою, уклав з Глідденом партнерство, щоб заснувати підприємство з виробництва колючого дроту «The Barb Fence Company». Згодом Глідден продав свою частку компанії «Washburn & Moen Manufacturing Company» з Вустера, штат Массачусетс, яка до 1865 року була найбільшим виробником дроту у світі. Натомість Джозеф Глідден заснував власну компанію «Glidden Barbed wire»,.  Інший винахідник подібного колючого дроту, Джейкоб Гейш, подав патент на своє творіння — «S-Barb» у липні 1874 року. Гейш претендував на звання «винахідника колючого дроту», розпочавши юридичну тяганину з Глідденом, але програв її.  Патент успішно пережив також судові оскарження з боку інших винахідників.

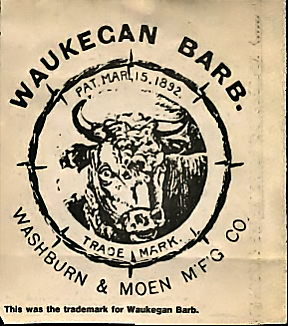
Торговельна марка продукції дротяного заводу «The Waukegan Works» — одного з провідних виробників колючого дроту в США наприкінці 19 ст.

Дизайн Гліддена виявився вдалішим, ніж у Роуза, оскільки використовував два дроти, скручені разом, щоб міцно утримувати шипи на місці. Незабаром дріт Гліддена надійшов у масове виробництво, і до 1880 року його було продано понад 80 млн фунтів протяжністю 423 тисячі кілометрів. Фермери прерій і рівнин швидко виявили, що дріт Гліддена був найдешевшим, найміцнішим і найдовговічнішним способом надійно обгородити їхнє майно. У 1874 році, в перший рік промислового виробництва, було вироблено колючого дроту вагою 5 тонн; до 1878 року ця цифра вже перевищила 10 000 тонн, а до 1883 року було вироблено 100 000 тонн колючого дроту». Витрати на його виробництво постійно знижувалися.
Оскільки рівнини в основному були безлісними, заможні фермери досі мусили купувати дорогі та громіздкі дерев'яні рейки, доставлені поїздом і вагонами з лісистих місцин. Колючий дріт вирішив цю проблему і швидко завершив епоху відкритого скотарства. Йому сприяв закон, що будь-який чесний громадянин — включаючи жінок і звільнених рабів — може претендувати на до 160 акрів (0,6 кв. км) землі на західних територіях Америки. Все, що їм потрібно було зробити, це побудувати там будинок і обробляти землю протягом 5-и років. Отож, широке будівництво парканів з колючого дроту спричинило питання щодо їхньої законності. У Канзасі законодавці постановили, що обгороджена територія вважалася власністю фермера, і якщо худоба перетинала огорожу, при цьому спричиняючи якусь шкоду, то відповідальним вважався власник тварини. Залізниці повинні були будувати законодавчо визначену огорожу вздовж місць, де колії перетинали приватну землю. Фермери почали красти колючий дріт із залізничних огорож для власних потреб. Для боротьби з цією проблемою були створені особливі різновиди колючого дроту для використання суто на залізниці.
Використання колючого дроту заважало пересуванню індіанців, які назвали дріт «диявольською мотузкою». Багато ковбоїв виступали проти закритих пасовищ, адже худоба, звична до вільних міграцій, поранилась об колючий дріт, іноді застрягла в огорожах і гинула тисячами. Оскільки худоба не розходилася за межі пасовищ, сама потреба в ковбоях як пастухах і охоронцях відпадала. Чимало парканів були незаконними, бо робилися, щоб заволодіти спільною землею для приватних цілей. Виникли окремі банди, такі як «Блакитні дияволи» та «Джавеліни», які перерізали колючі дроти й залишили погрози, попереджаючи власників парканів не відбудовувати їх. Водночас можливість володіти чітко окресленою приватною землею давала її власникам стимул інвестувати в неї та проявляти більше уваги.
До 1900 року в США вже не залишалося ферм, на яких загони для тварин не були захищені колючими огорожами — «колючка» надійно охороняла велику рогату худобу. Крім того, огорожа була дешевою, що також стало величезним поштовхом у розвиток американського тваринництва.
Колючий дріт швидко почали використовувати і в поліційних цілях. Ним в 1899 році огородили табір арештованих страйкарів в Айдахо. Дріт потроху перебирався закордон і вже на початку ХХ століття колючкою оточили перші в світі концтабори.

## Військове застосування колючого дроту

### Історія військового застосування
Перше зафіксоване використання дротових загороджень належить до періоду Кримської війни 1853-1855 років. За свідченням військового інженера генерала Едуарда Тотлебена, французи прикривали свої шанці, встановивши кілки та з’єднавши їх дротами для перешкоджання проходу піхоти.
Застосування колючого дроту набуло поширення під час Франко-прусської війни 1870-71 років, але  є свідчення використання колючого дроту раніше. Бельгійський генерал-лейтенант Анрі Алексіс Бріальмон у своїй праці «Укріплення у ямах», опублікованій у 1872 році  писав: «Пруссаки провели під Тегелем під час артилерійських випробувань 1869-1870 років бомбардування огорожі діаметром 5 мм, закріпленої на кілках висотою 5 футів. Ці огорожі були обстріляні снарядами калібру 12 см та 15 см. Деякі кілки були знищені, але дріт все ще являв собою нездоланну перешкоду для піхоти». Бріальмон розширює свої теорії щодо ефективності дротяних огорож в іншій роботі «Укріплення битви», опублікованій у 1878 році. У цій книзі він рекомендує використовувати дротяні огорожі з такими розмірами: щонайменше 10 метрів завширшки та 1,50 метра заввишки, причому висота 90 см достатня для блокування піхоти та лише 40 см для зупинки кінноти. За його оцінками, група з 12 непідготовлених чоловіків здатна прокладати 40 метрів дроту на годину. З цієї причини він заявляє: «Ми можемо стверджувати, що важливість допоміжних оборонних споруд не тільки не зменшилася, а й зросла. Ось чому піхотинці повинні бути оснащені інструментами, необхідними для створення цих типів захисту, і оскільки дротяні огорожі є одними з найефективніших і найпростіших у виготовленні, батальйони повинні возити кілька рулонів на своїх возах».
У 1888 році використання колючого дроту, як елементу оборони, введено до британських військових інструкцій.  Колючий дріт був застосований в іспано-американській війні 1898 року. У Другу англо-бурську війну (1899—1902) на півдні Африки британська армія для захисту від нападів бурів оточила свої блокгаузи колючими огорожами у п'ять рядів та перегородила місця пересування бурських повстанців колючим дротом протяжністю понад 3500 миль. Бурські жінки та діти були ув'язнені в концентраційних таборах у Трансваалі, оточених колючим дротом,.

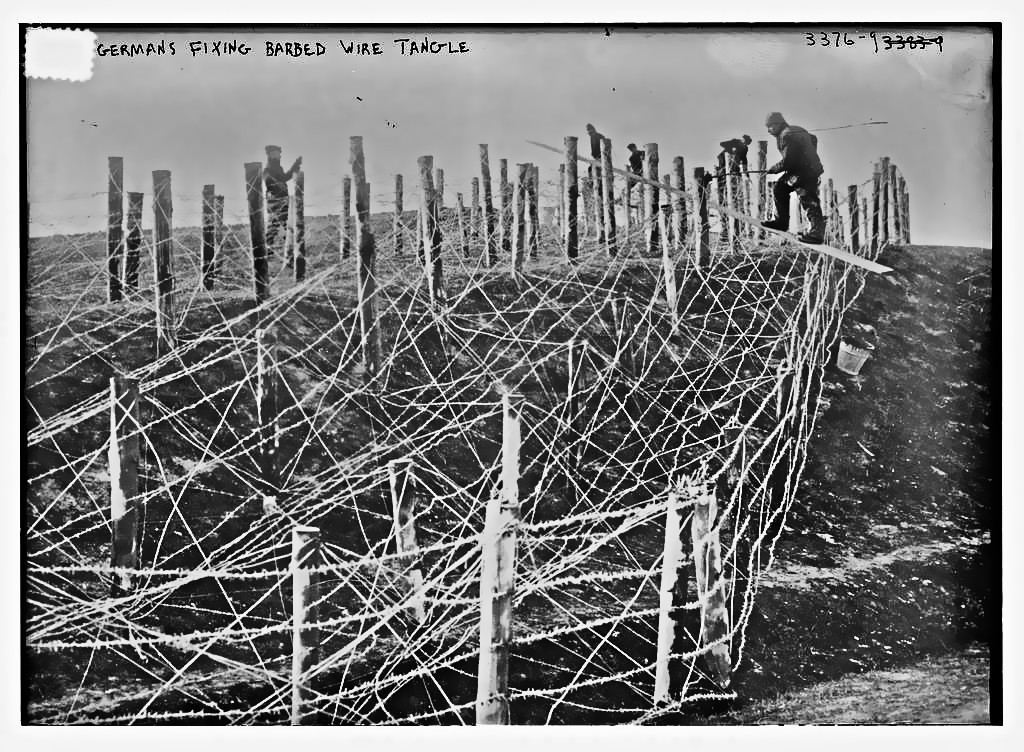
Вояки Райхсгеру лагодять дротові загородження під час 1 Світової війни

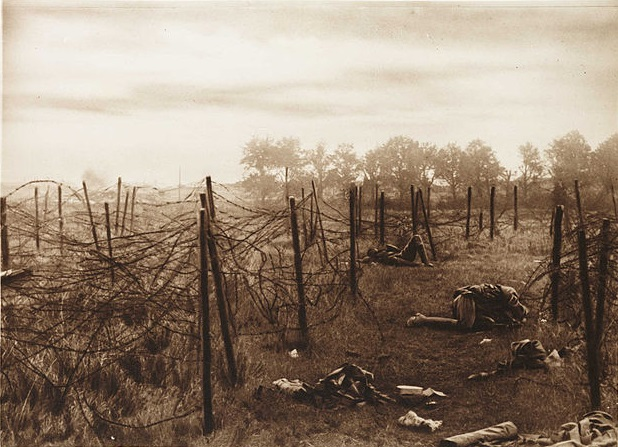
Поле бою в Анвіл Вуд на північ від Перонна, 1 вересня 1918 р.

У 1904-1905 роках російська армія вперше, під час російсько-японської війни, підключила до колючих загороджень електричний струм.
До 1914 року промислово розвинені країни масово виробляли колючий дріт, і його здатність захищати території зробила його однією з найефективніших низькотехнологічних видів зброї Першої світової війни. Колючий дріт мав вирішальне значення для захисту окопів. Огорожі з колючого дроту було легко встановлювати, важко знищувати, крізь них було важко пройти і при цьому огорожі не закривали огляд та лінію вогню. Особливо помітно це було для періоду осені 1914 року та зими 1915 року, коли завершилася фаза маневрових бойових дій. Масовий оборонний артилерійський і кулеметний вогонь у поєднанні з багаторядними загорожами з дроту, що тягнулися на сотні кілометрів, дозволяли зривати будь-які атаки. Супротивнику доводилося витрачати велику кількість снарядів для того, щоб зробити в огорожі пролом. Об дріт розбивалась кавалерія і густий стрій атакувальної піхоти. Безпорадні перед парканами, вони ставали здобиччю ворожих кулеметників. 
Занадто часто дріт залишався непереборним, як це катастрофічно сталося з британськими військами у 1916 році при наступі в перший день битви на Соммі.
У 1915 році кайзерівська Німеччина створює  електрифіковану огорожу з колючого дроту, яка відділяла Бельгію, окуповану німцями, від Нідерландів, оскільки німці хотіли за всяку ціну не допустити, щоб бельгійські солдати-добровольці приєдналися до союзних військ через Нідерланди. Від пущеного через колючий дріт електричного струму загинуло понад 800 тих, хто атакував. 
У розпал війни, як захід в умовах нестачі дроту, в Німеччині була винайдена колюча стрічка - відштампована жерстяна стрічка з загнутими лезами, яка не мала дротяного сердечника. Вона займала мало місця, можна було швидше виготовляти, проте, і легше розрізати. Це змінилось лише тоді, коли колючу стрічку посилили ще однією дротяною ниткою.
Ще один винахід тієї доби – закручений у спіраль класичний колючий дріт. Такі загородження досить швидко встановлюються та закріплюються за допомогою кілків, їх важче подолати. Назву новій варіації колючки дали на честь, як вважається, французького інженера – спіраль Бруно. Її також нерідко називають дротом Даннерта, на честь німецького інженера Горста Даннерта (Horst Dannert), що запропонував  у 1930-х роках виготовляти подібні спіралі з якіснішої сталі. Тепер їх можна було згортати у компактні «гармошки»,.
Під час Першої світової війни на Західному фронті почали діяти спеціальні саперні загони, спеціалізовані на розрізуванні колючого дроту. Для пророблення проходів для піхоти у дротових загородженнях активно застосовувались торпеди Бангалора. Аби пробити притомний прохід в дротяних загородженнях, доводилось витрачати 120-150 фугасних снарядів 75 калібру. Тож саме їй частково зобов’язаний своєю появою «вогневий вал» – тактика масованого обстрілу, який рухається разом з наступальними силами. Частково завдяки їй у військах згадали про давно забуту ідею ручних гранат. Ними планували підривати дротяні загородження. Також використовувалися спеціальні килимки, що перекидалися через колючий дріт, непроникні для колючок рукавиці та закладена під огородження вибухівка. 
Колючий дріт ефективно стримував ворога і ніщо не могло йому протидіяти. Навіть бронеавтомобілі заплутувалися в колючих загородженнях і зупинялися за кілька метрів. Лише поява танків в другій половині війни реально змінила ситуацію на краще. Деякі дослідники стверджують, що саме колючий дріт став поштовхом для розвитку танкового будівництва.,. 
Після Першої світової у світі закріпилась думка, що основою наступального бою має бути бронетанковий кулак. І завдяки своїй мобільності, здатності швидко виходити на оперативний простір, і, серед іншого, – здатності прокладати дорогу через усі можливі невибухові загородження. Також з’явились міни, в тому числі і протипіхотні, встановлення яких було альтернативою для колючих загороджень.

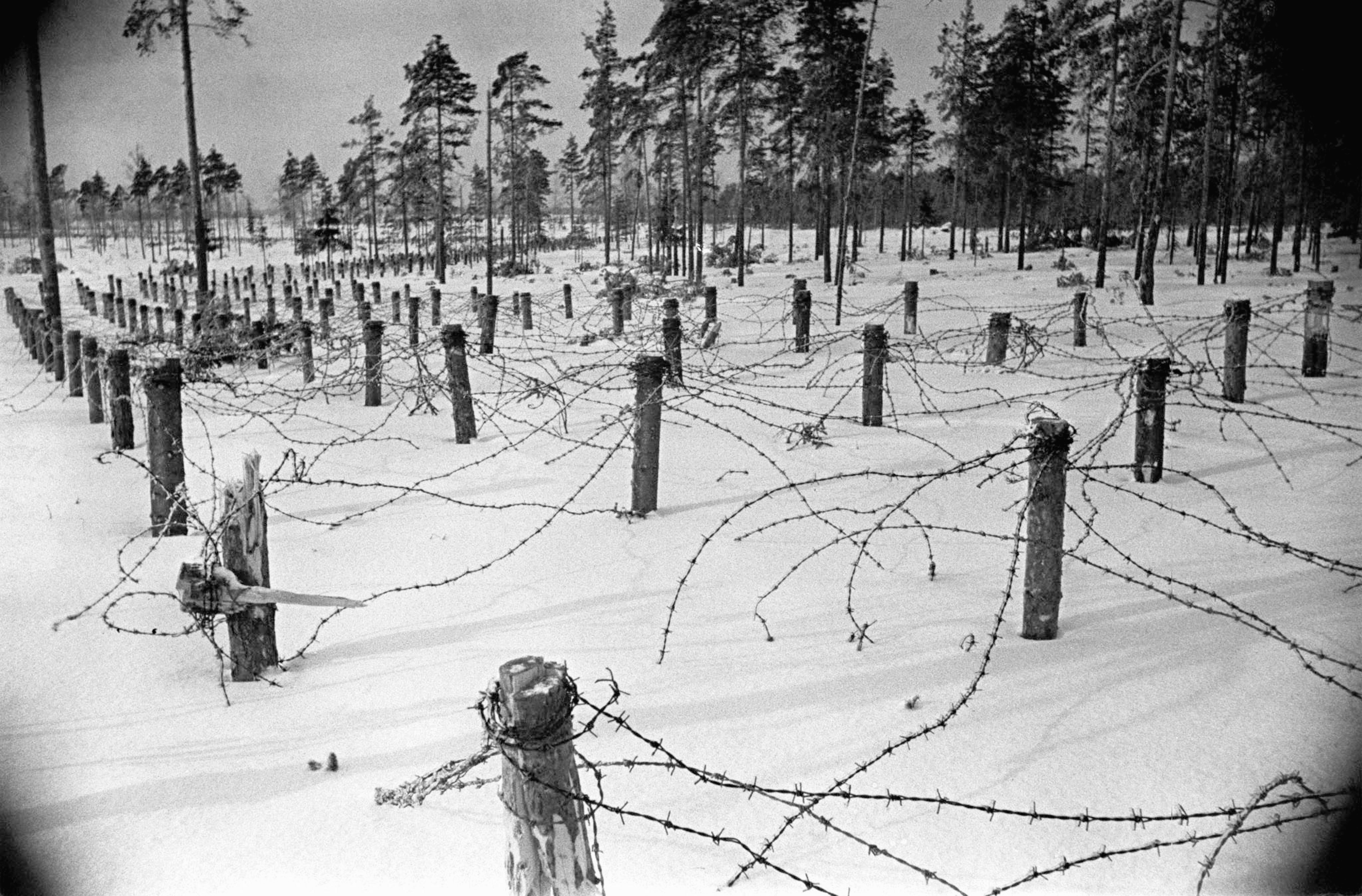
Колючі загородження на лінії Маннергейма. 1939 р.

У часи Другої світової війни  конструкції з колючого дроту продовжили застосовувати, але вже в меншій кількості. На цей період війна стала маневровою і давала менше часу на спорудження достатньо потужних дротяних загороджень перед кожним окопом. Проте ще в самий розпал Другої світової колючка мала сенс: це дешево, і немеханізованої піхоти досі було достатньо багато, щоб використовувати винахід для стримування. Також під час Другої світової війни на колючому дроті, якими прикривали ряди позицій на фронті, часто закріплювалися саморобні сигнальні елементи — порожні бляшанки з під консерви, які здіймали гучний звук при спробах перерізати «колючку». Як правило, такі загородження комбінували з мінами, а також прикривали щільним кулеметним вогнем, що створювали неабиякі труднощі для розвідників або саперів. Водночас колючий дріт  став усе більше асоціюватися з концентраційними таборами та таборами для військовополонених, а також із ГУЛАГом у Сибіру, прикордонними бар'єрами та тюремними комплексами США.

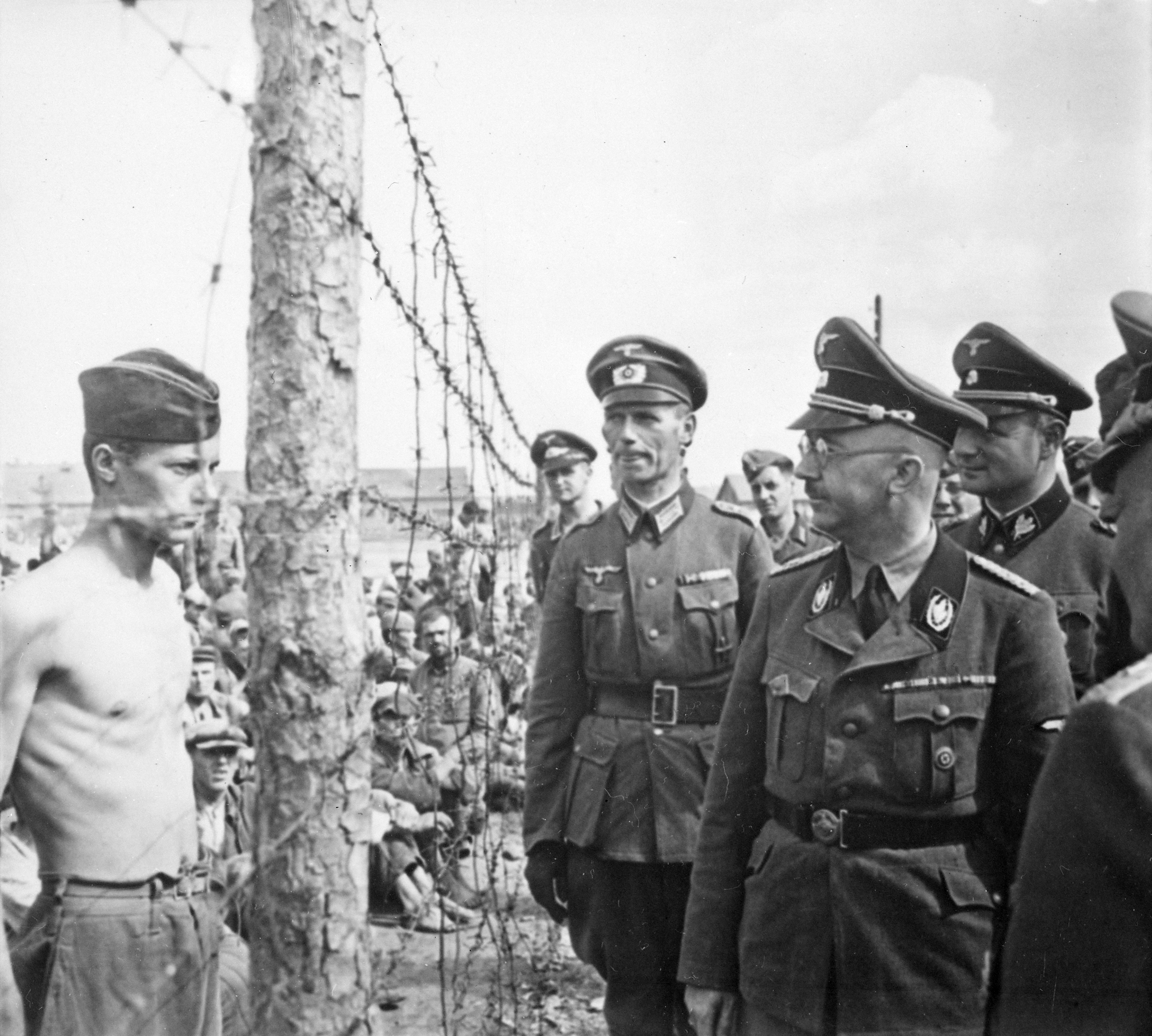
Генріх Гіммлер оглядає табір військовополонених у Росії, обгороджений колючим дротом

Після Другої світової війни винайшли спосіб армувати колючу стрічку дротом і її почали широко використовувати у військових цілях. Таку комбіновану стрічку практично неможливо перерізати ножицями або перекусити пасатижами без спеціального інструмента. Іншим вдосконаленням був потрійний спіральний дріт з використанням двох паралельних скруток, увінчаних третьою спіральною, що забезпечує випадковий коефіцієнт заплутування та є швидшим у розгортанні.
Колючий дріт знайшов повсюдне застосування в охороні державних кордонів. На сьогодні найдовший у світі паркан з колючого дроту встановлений у демілітаризованій зоні між Південною та Північною Кореєю. Близько 248 кілометрів огороджені з обох боків кордону, ширина якого становить 4 кілометри. Деякі райони мають подвійні або потрійні огорожі. З видів колючого дроту перевага у загородженнях надається колючій стрічці та cпіралі Бруно.

### Основні військові напрямки використання колючого дроту
Загорожі з колючого дроту не призначені для того, щоб зупинити дії опонента. Головна мета – затримати ворога, зірвати заданий темп наступу, змусити витрачати час, сили та засоби, призначені для вирішення інших завдань або створити сприятливі умови для знищення піхоти супротивника. Колючий дріт та його різновиди використовують для:
- створення фортифікаційних споруд: дротяна сітка допомагає будувати укріплення довкола військових об’єктів, таборів і баз;
- смуги перешкод: використовують для тренування, привчаючи маневрувати між перешкодами та відтворюючи сценарії, з якими доведеться зіштовхнутися в реальному бою;
- захисних бар’єрів: для створення оборонних периметрів довкола військових позицій, блокування доступу до певних територій і ділянок, затримання супротивника та перешкоджання його просуванню;
- охорони кордонів: різноманітні загорожі дозволяють запобігти несанкціонованому доступу та незаконним переходам через вразливі ділянки;
- захисту транспорту: дріт розміщується по периметру транспортного засобу, щоб запобігти наближенню сил противника або не дати йому закласти вибухівку. Актуально не лише для наземного транспорту, але й морських суден[46].

### Варіанти застосування колючого дроту в армії
Колючий дріт та його різновиди застосовують для побудови наступних видів огорож:
- однорядний паркан – не належить до протипіхотних конструкцій, оскільки утримує противника не довше, ніж на 20-30 секунд. Застосовується з метою попередження про небезпеку, наприклад, для огородження мінних полів або інших небезпечних і заборонених зон;
- паркан із посиленою конструкцією – складається з чотирьох горизонтальних рядів дроту, які доповнюються спеціальними відтяжками, що приєднуються до верхівок основних кіл. Необхідно для того, щоб збільшити стійкість конструкції до нахилів. Конструкція дозволяє утримувати легкоозброєних солдатів на 1-2 хвилини, а з важким озброєнням (кулеметами, мінометами та гранатометами) – 3-5 хвилин;
- трирядна сітка з дроту на високих кілках – відстань між рядами складає півтора метра, а загальна глибина загорожі – 3 метри. Вважається серйозною протипіхотною конструкцією, яку неможливо подолати без спеціального інструмента. Швидкість подолання з інструментом – 8-20 хвилин, також ефективно затримує БМП, БТР та іншу техніку;
- спіраль з дроту – також відома під назвою «Спіраль Бруно». Головна перевага огорожі полягає в тому, що вона готується завчасно методом намотування дроту по типу пружини на спеціальний дощатий барабан. Потім отримана спіраль демонтується, складається у плоскі пакети та перевозиться до потрібної локації. Монтаж заготовок не вимагає багато зусиль і встановлюється в 2,5 раза швидше, ніж звичайний паркан з дроту. Його можна використовувати повторно, та ставити на сніговий покрив;
- сітка з дроту на низьких кілках – на армійському жаргоні цьому типу загородження присвоїли назву «спотикач». Конструкція складається з 4-6 рядів кілків висотою 25-30 сантиметрів. Між ними протягується дріт, який повинен висіти вільно, утворюючи петлі. Таким чином вдається уповільнити просування ворожої піхоти, позбавивши солдатів змоги одночасно спостерігати за полем бою та вести прицільний вогонь.

Крім перерахованих різновидів існують такі конструкції як переносний дротяний їжак і переносна дротяна рогатка. Вони схожі за своїм призначенням та відрізняються лише розмірами. В обох випадках їх заготовляють завчасно, після чого розташовують в необхідній кількості на потрібних ділянках. Зазвичай використовуються для того, щоб створити перешкоду, закрити прохід або проміжок між іншими загорожами. Наприклад, для перекриття вулиць у населених пунктах, підступів до опорних пунктів тощо. За необхідністю конструкції можна з’єднати між собою для створення суцільної загорожі,.

## Армована та композитна колюча стрічка
Результати війни дозволили інакше поглянути на ефективність колючої стрічки. Через кілька років після її завершення, колючу стрічку починають армувати дротом із високоякісної сталі, що дозволяє за одночасної економії металу створювати важкопрохідні бар'єри. Така загорожа швидко розгорталася на певній території, даючи військовим можливість за лічені хвилини створювати оборонні позиції. Це було новим кроком у швидкому розгортанні військових сил. Нині армована скручена колюча стрічка (англ. Reinforced twisted barbed tape (RTBT)) застосовується для захисту об'єктів та територій будь-яких площ.
Використання скрученої колючої стрічки у військових кампаніях дає очікувано високий результат, адже тепер для проходження оборонних рубежів противнику доводиться використовувати спеціальні інструменти, здатні перекусити товстий шар металу. Втім, слабке місце в конструкції, все ж таки знайшлося. Їм виявилася ослаблена на серцевині стрічка, при відкушуванні краю якої можна було без проблем змотати весь ріжучий шар, убезпечивши цим прохід піхоти.
Конструкція армованої скрученої колючої стрічки потребувала серйозного доопрацювання. Так, у 70-ті роки двадцятого століття американські ентузіасти розробляють армований колючий дріт (англ. Reinforced barbed wire (RBW)) в якому краї частково завальцьовуються на основі, гарантуючи тим самим надійне фіксування ріжучого шару. Сучасний армований колючий дріт складається з центральної жили з високоміцного дроту, як правило, оцинкованої сталі, оточеної гострими колючками або шипами із загартованої сталі.
Наступний етап у розвитку конструкції колючого дроту був обумовлений необхідністю використовувати захисні загородження на суднах, які зазнають нападу піратів. Традиційний армований колючий дріт хоч і справлялася з оборонним завданням, але все ж таки мала один істотний недолік – відсутність можливості швидкого згортання/розгортання бар'єру. Ця властивість заважала під час проведення вантажних робіт. Найчастіше, щоб колючка не обплутувала вантаж, її доводилося зрізати, а потім відновлювати. Українським винахідником Юрієм Ткаченком у 2011 році була запатентована інженерно-захисна система для захисту морських суден «Антипірат», яка дозволяла згорнути та розгорнути колючий бар'єр за лічені хвилини. Ткаченку також належить винахід колючого дроту з композитних матеріалів. До переваг композитного дроту слід віднести тривалу експлуатацію, стійкість до корозії та безвідходність виробництва.

## Сучасні технології виготовлення
Метод виготовлення залежить від типу колючого дроту та його різновидів. Існують різні види колючого дроту: одинарні або подвійні, круглі, напівкруглі або плоскі, різної товщини. Скручений подвійний трос забезпечує додаткову міцність і дозволяє стискатися та розширюватися без розриву. Колючки розрізаються по діагоналі, щоб забезпечити гостріші кінчики; вони можуть складатися з одного або двох шматків (двох або чотирьох кінчиків) і зазвичай розташовані з інтервалом від 10 до 13 см. 
Лінійний колючий дріт – це один з різних видів колючого дроту, який складається з чотирьох пасм оцинкованого дроту, два з яких скручені до розміру 2,50 мм, а решта два пасма розташовані на відстані одна від одної. Вони також легко складаються один навколо одного. Відстань між чотирма гострими шипами діаметром 2,20 мм коливається від 7 до 10 см. Порівняно з круглим колючим дротом, лінійна форма є значно дешевшою у виготовленні. 
Колючу стрічку випускають шляхом штампування з листів металопрокатних, обрізків сталі, залишків профілів. А «нитки» роблять із оцинкованого дроту. Колючки для них виготовляють з такого ж матеріалу, надаючи шматкам загострену форму і намотуючи їх на основу.
Найбільше зусиль витрачається на виробництво скручених дротів, так як на початковому етапі роблять звичайні «нитки», потім перекручують, використовуючи спеціальний верстат. Такий дріт відрізняється підвищеними захисними характеристиками огорож через посилені технічні параметри.
Також існує технологія виготовлення чорного колючого дроту  з дротяного стрижня Q195 шляхом волочіння та відпалювання у вакуумі за температури від 800 до 900 градусів. Завдяки цій технології чорний дріт (англ. black annealed wire) зберігає свій початковий хімічний склад, одночасно змінюючи механічні характеристики, що робить його гнучким, м'яким та стійким до корозії. Це відкриває можливості для створення різних конфігурацій із чорного колючого дроту. Найчастіше його використовують для облаштування садових огорож, .
Сучасний колючий дріт розробляється таким чином, щоб перешкоджати проходженню через нього, але при цьому не допускати застрягання тварин між шипами, як це бувало в часи обгородження в США. З 1980-х років сталь для колючого дроту поєднують з невеликою кількістю вуглецевого волокна для більшої гнучкості та легкості без шкоди для міцності. На початку 2000-х промисловість зосередилася на нових методах цинкування сталі, щоб краще запобігти іржі. Високоякісний колючий дріт покривається сумішшю з 95 % алюмінію та 5 % цинку. Термін служби такого дроту може досягати 50 років.

## Різновиди

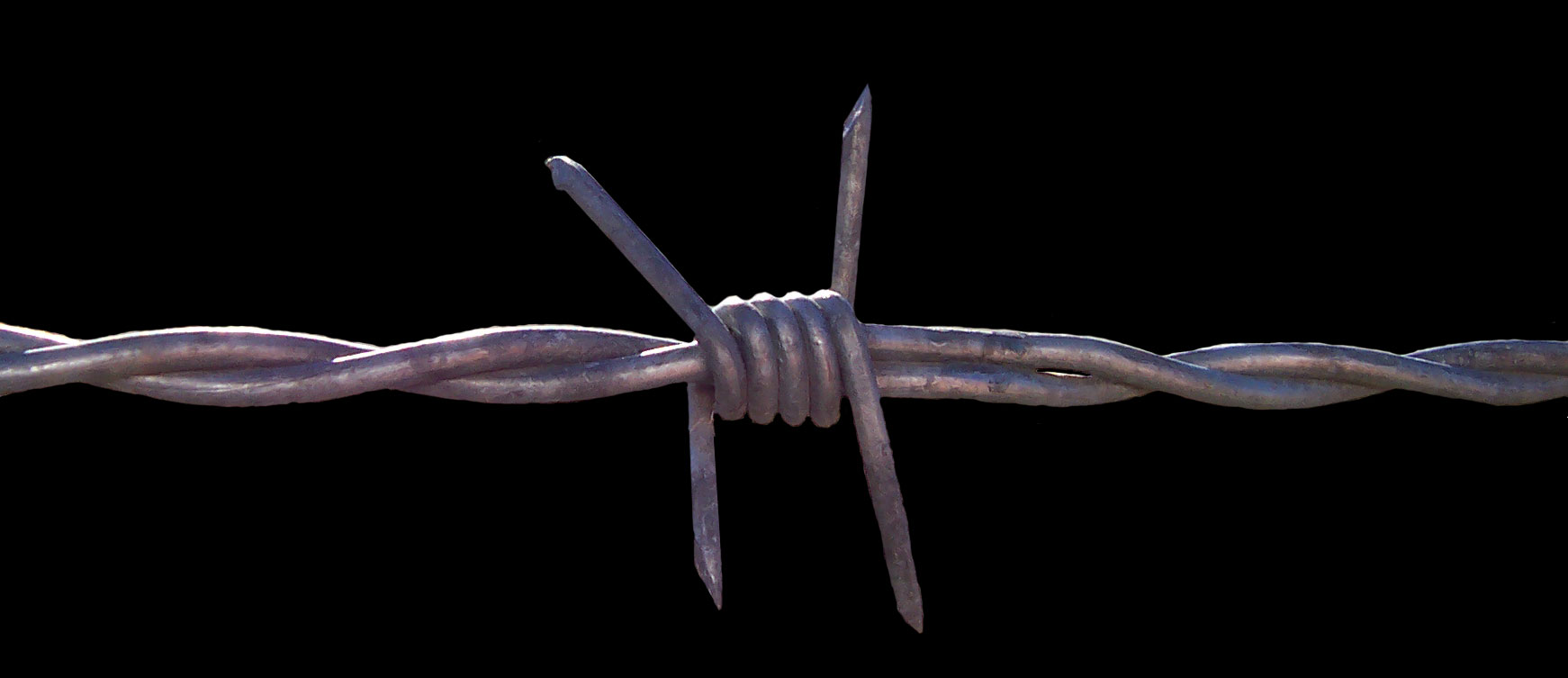
Подвійний колючий дріт

- Одинарний колючий дріт являє собою м'який дріт, на який через певні проміжки навито відрізки дроту, зрізані під кутом, які утворюють шипи. Одноосновний дріт виготовляється як з чорного металу, так може і цинкуватися чи фарбуватися для захисту від корозії, або бути з нержавіючої сталі. Відстань між шипами — 7,5 — 15 см. Зазвичай використовується в охоронних огорожах: навколо приватних територій, державних установ, військових об'єктів, в'язниць.
- Подвійний колючий дріт складається з двох скручених між собою дротів, що підвищує його міцність. Способи навивання шипів різняться. Замість шипів із дроту можуть використовуватися леза з залізних пластин різної форми. Дріт може бути оцинкований чи покритий пластиком. Відстань між шипами — 7,5 — 15 см. Підвищена міцність робить його хорошим для використання там, де людина буває рідко. В основному використовується для захисту лісів, тваринницьких і промислових об'єктів, автомобільних доріг, сільського господарства.
- Зварений колючий дріт вирізняється тим, що має прямі леза, приварені до дроту. В основному використовується для охорони, а також у військових цілях[60][61][62].

Заплутаний колючим дротом гусеничний рушій. Німеччина, середина 1930 рр.

* Малопомітна перешкода МПП. Неофіційні назви — плутанка, стопозаплутувач (англ. Tanglefoot Wire) — об'ємне загородження з кілець з високовуглецевого дроту, чотириярусна мережа з кільцевих гірлянд. Для досягнення малопомітності в конструкції використовується тонкий сталевий дріт діаметром 0,5-0,9 мм, з якого формується об'ємна сітка у вигляді кільцевої гірлянди. Найбільшу популярність при виготовленні МПП набув дріт МЗП-1 розміром 10х5х1.4, який найчастіше застосовується проти піхоти, але при цьому становить серйозну перешкоду і для бронетехніки. Окремі кільця надійно з'єднуються між собою. Встановлюється у вигляді об'ємного паралелепіпеда зі сторонами 10х10х1,4 м або 10х5х1,4 м. Малопомітна перешкода може встановлюватися як на землі, так і на огорожі, на стіні або даху будівлі. Завдання МПП — ускладнити або зупинити підхід до об'єкта. Плутанка дуже швидко іржавіє, тому помітити її в сухій траві восени чи взимку надзвичайно важко. Людина потрапляє в пастку з кілець і, як правило, не може самостійно вибратися. Малопомітне дротяне загородження є серйозною перешкодою для колісної та гусеничної техніки — дротяні кільця намотуються на колеса або гусениці та блокують обертання коліс. МПП застосовується як на танкодоступних ділянках, окремих важливих шляхах (дорогах), так і на берегах водних перешкод (ділянках потенційного наведення переправ), так званих тропах, підступах до опорних пунктів та позицій підрозділів. Таке дротяне загородження найбільш ефективно використовується в урбанізованій місцевості (населених пунктах), де немає можливості широко застосовувати мінно-вибухові загородження. Головний мінус МПП – довгий час встановлення. Радянські нормативи передбачали до 6 хвилин на встановлення одного пакету. Однак на практиці цей процес може тривати до 20 хвилин, особливо якщо пакет має деформації або неправильно перев'язаний,,.

## Галерея

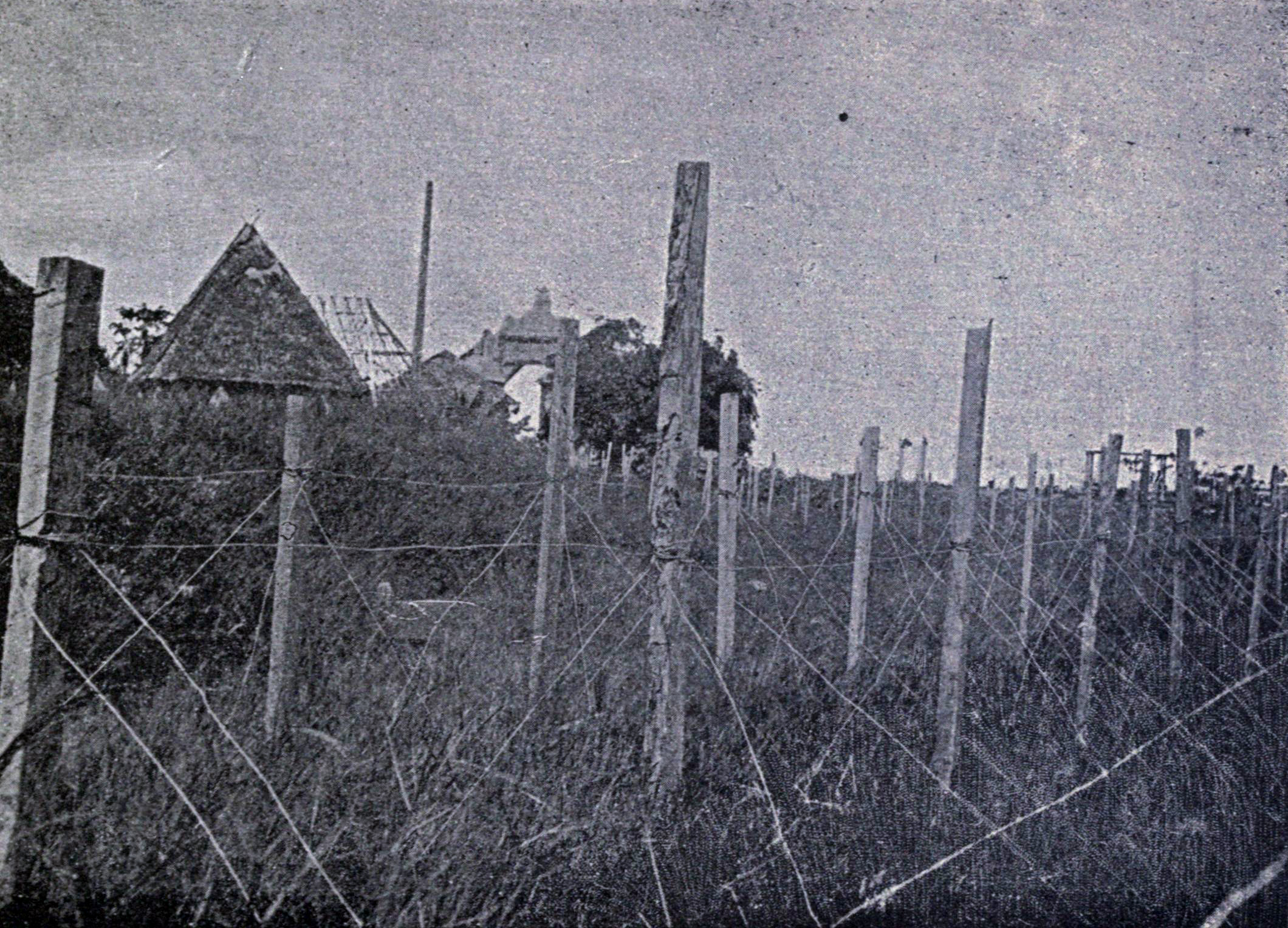
Колючі загородження на Філіппінах під час Філіппінсько-американської війни (1899)
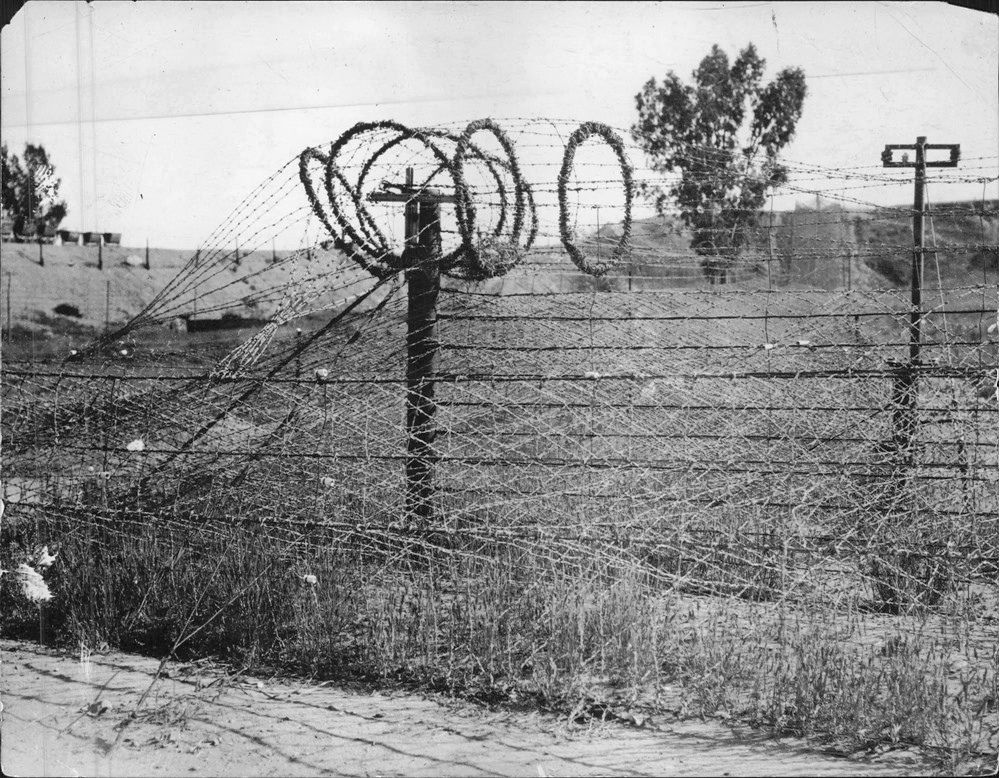
Колючі загородження навколо алмазних копалень De Beers у Кімберлі (між 1914 та 1918)
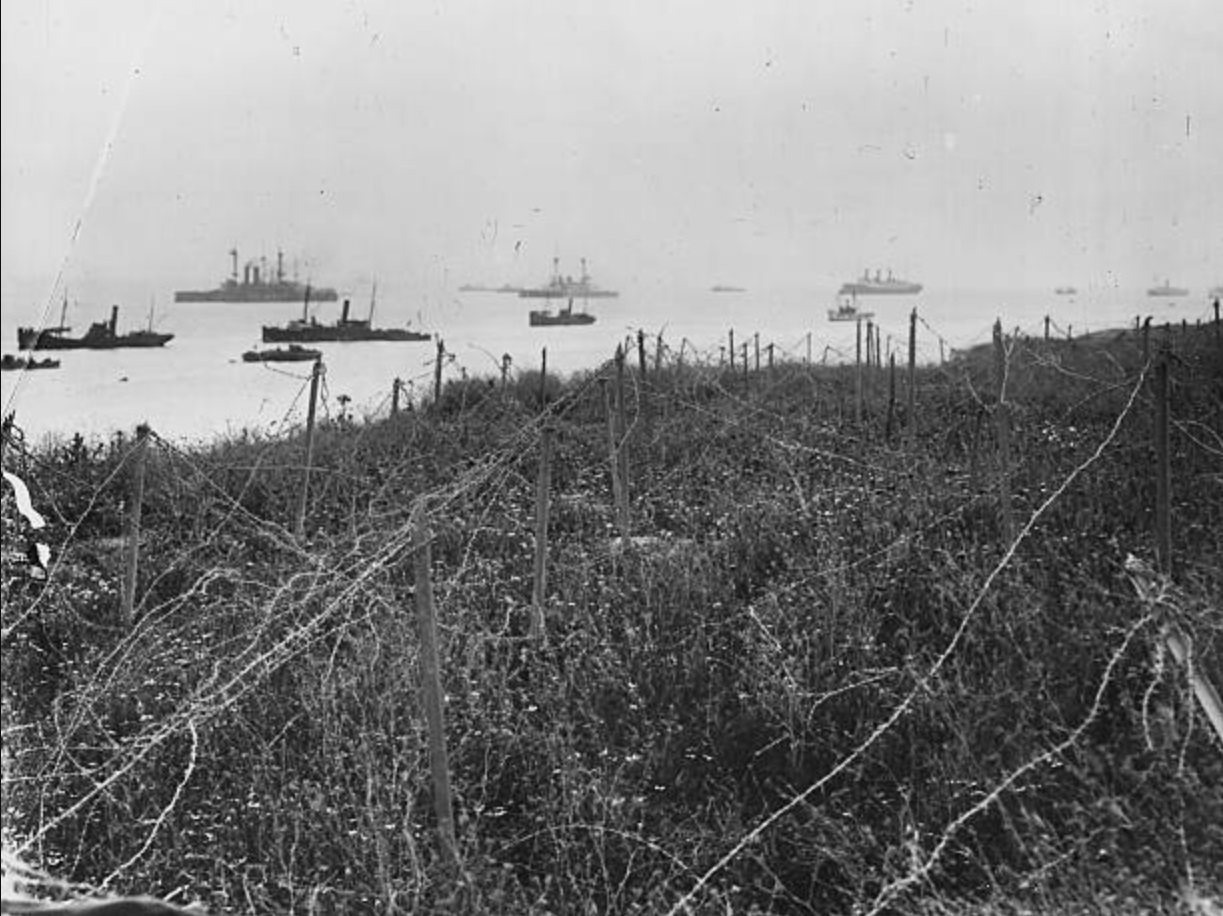
Загородження з колючого дроту на мисі Геллес Галліполійського півострову під час  Дарданелльської операції (1915)
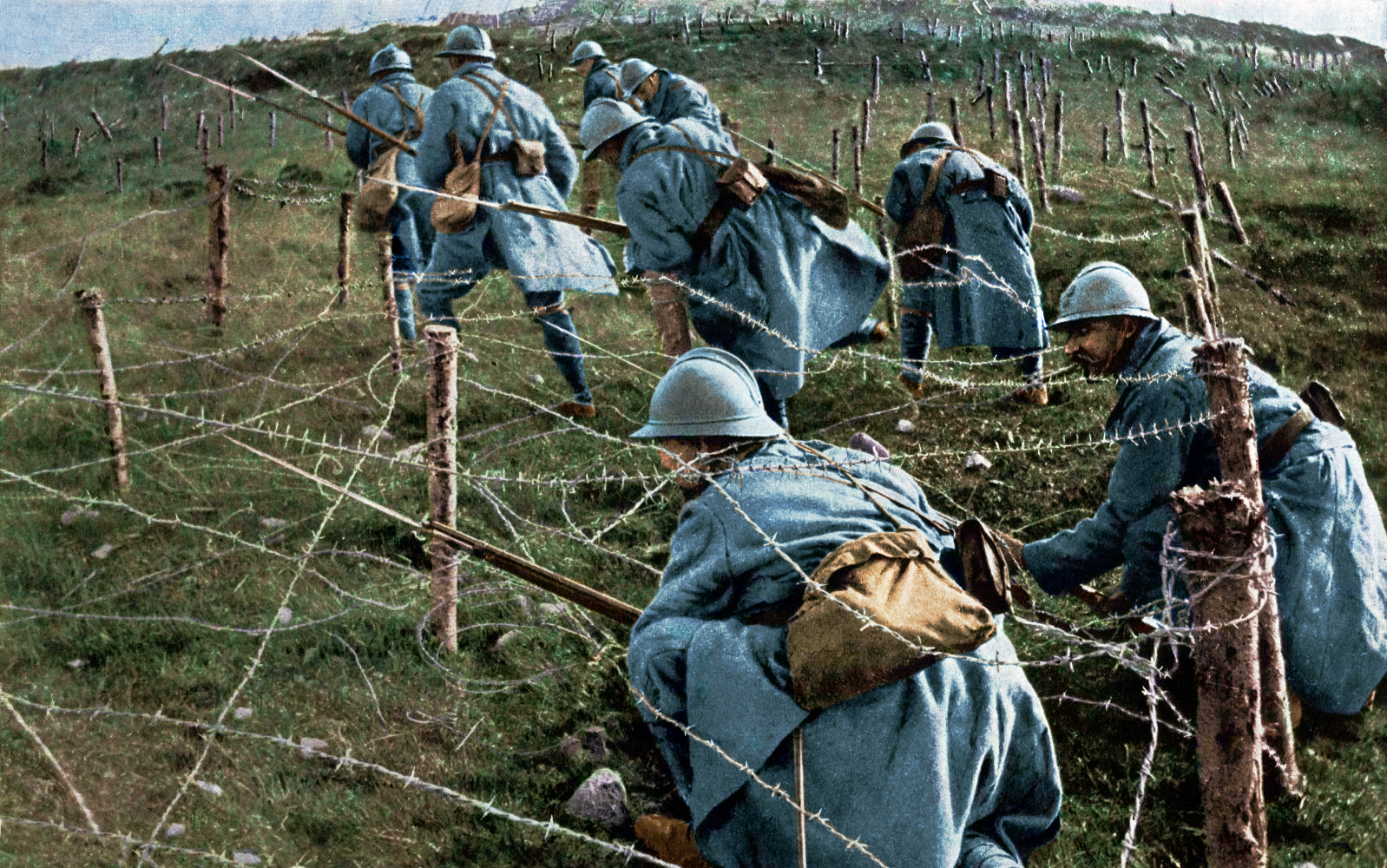
Французька піхота долає перешкоди з колючого дроту (1915)
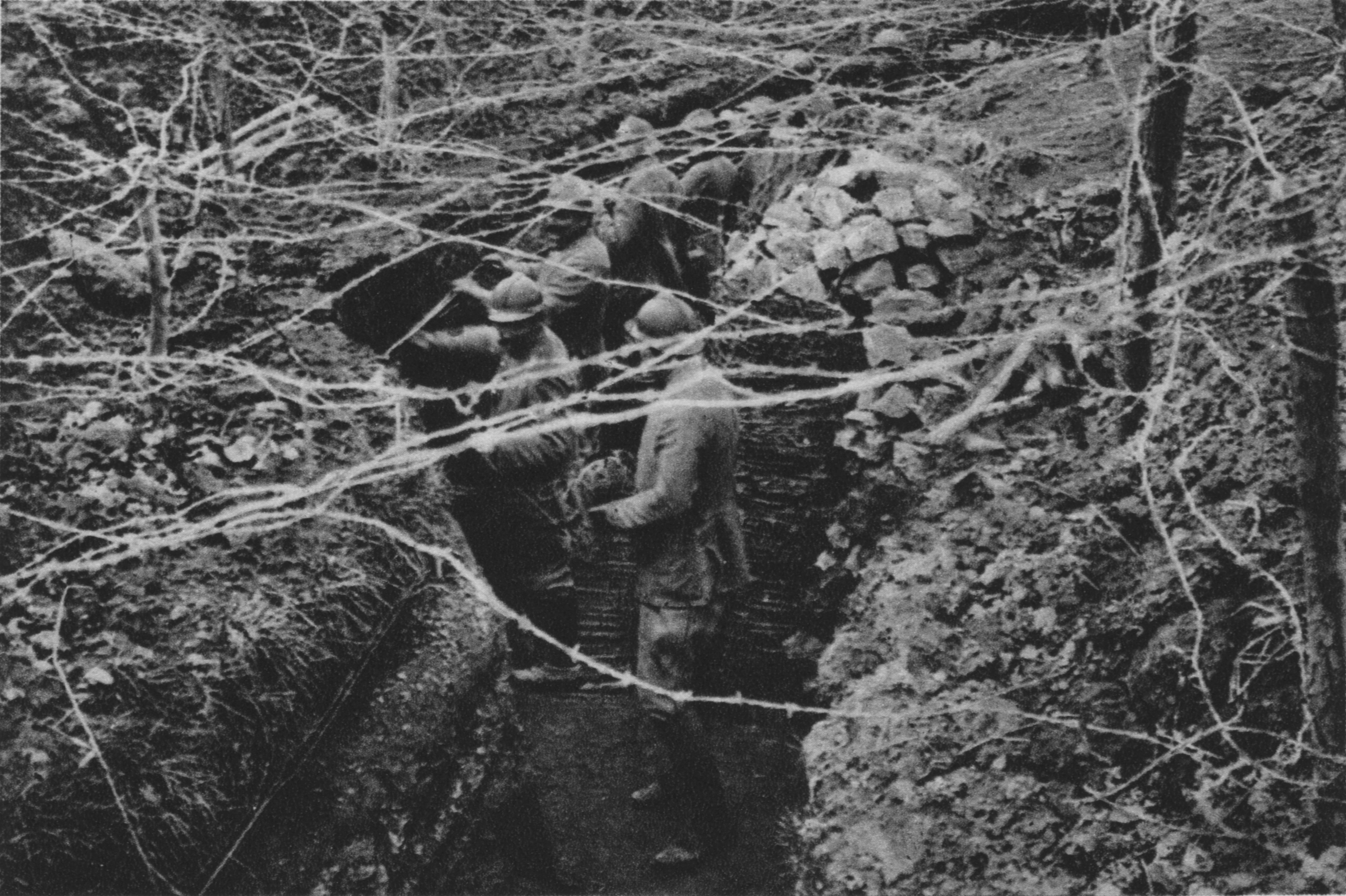
Окопи французьких військ, помережані колючим дротом (1916)
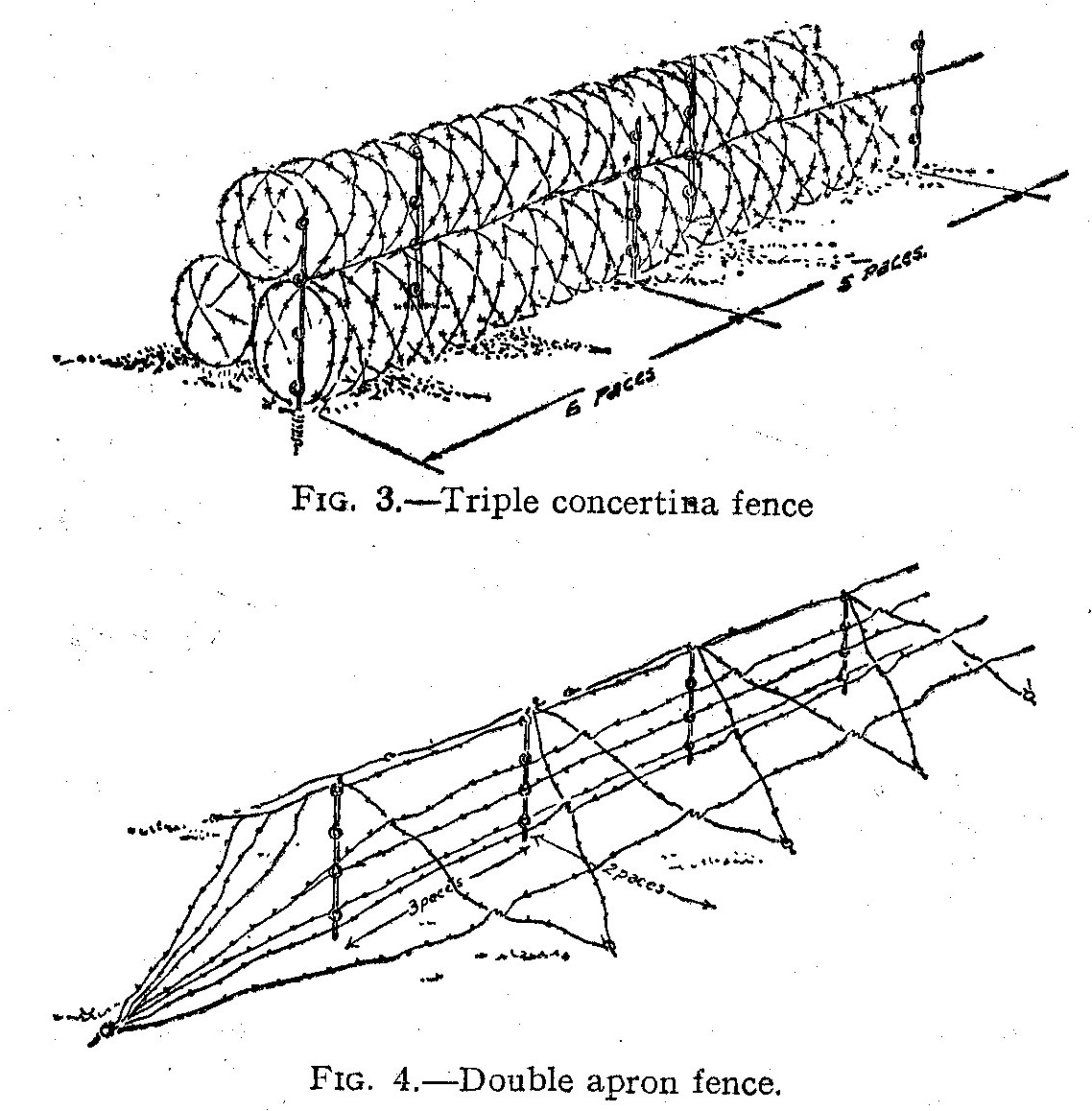
Схема колючих загороджень з брошури «Військова підготовка» (Велика Британія, 1940)
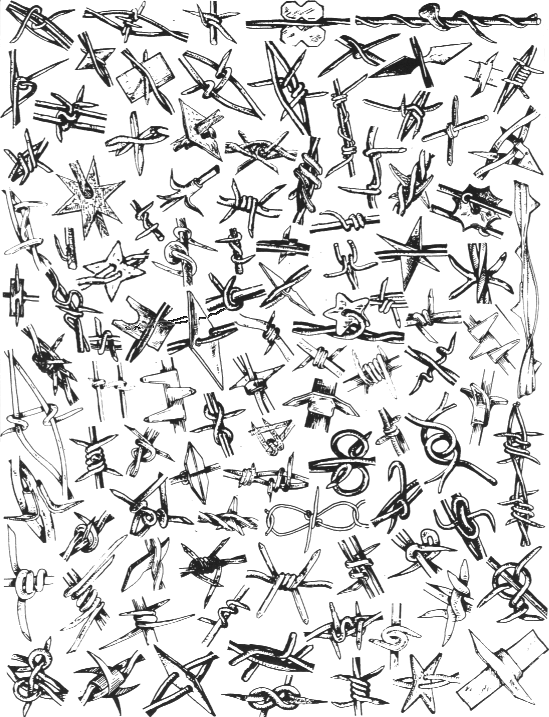
Види шипів колючого дроту
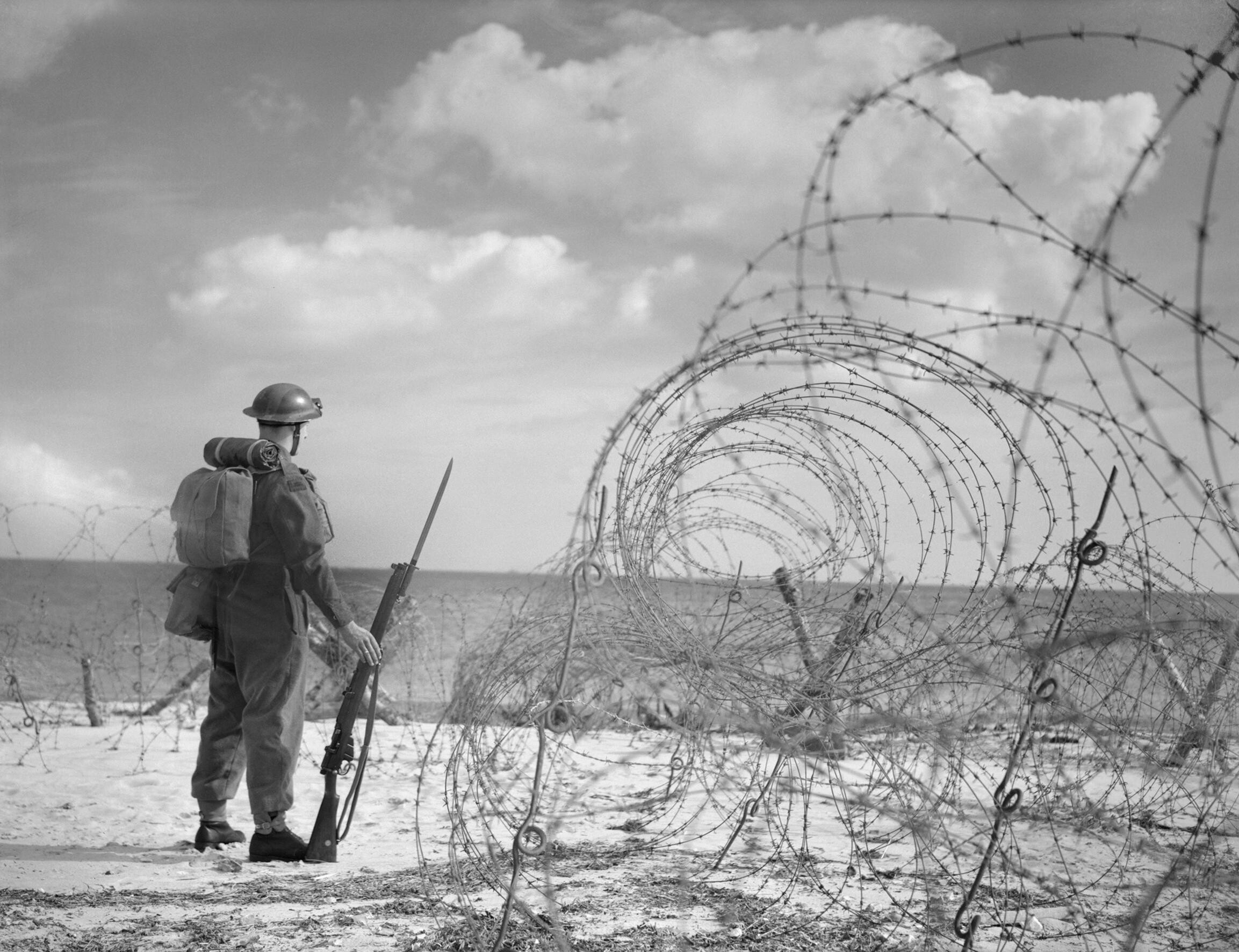
Британський солдат пильнує південне узбережжя Англії (жовтень 1940)
Подолання колючих перешкод Саффолкським полком Британської армії (березень 1941)
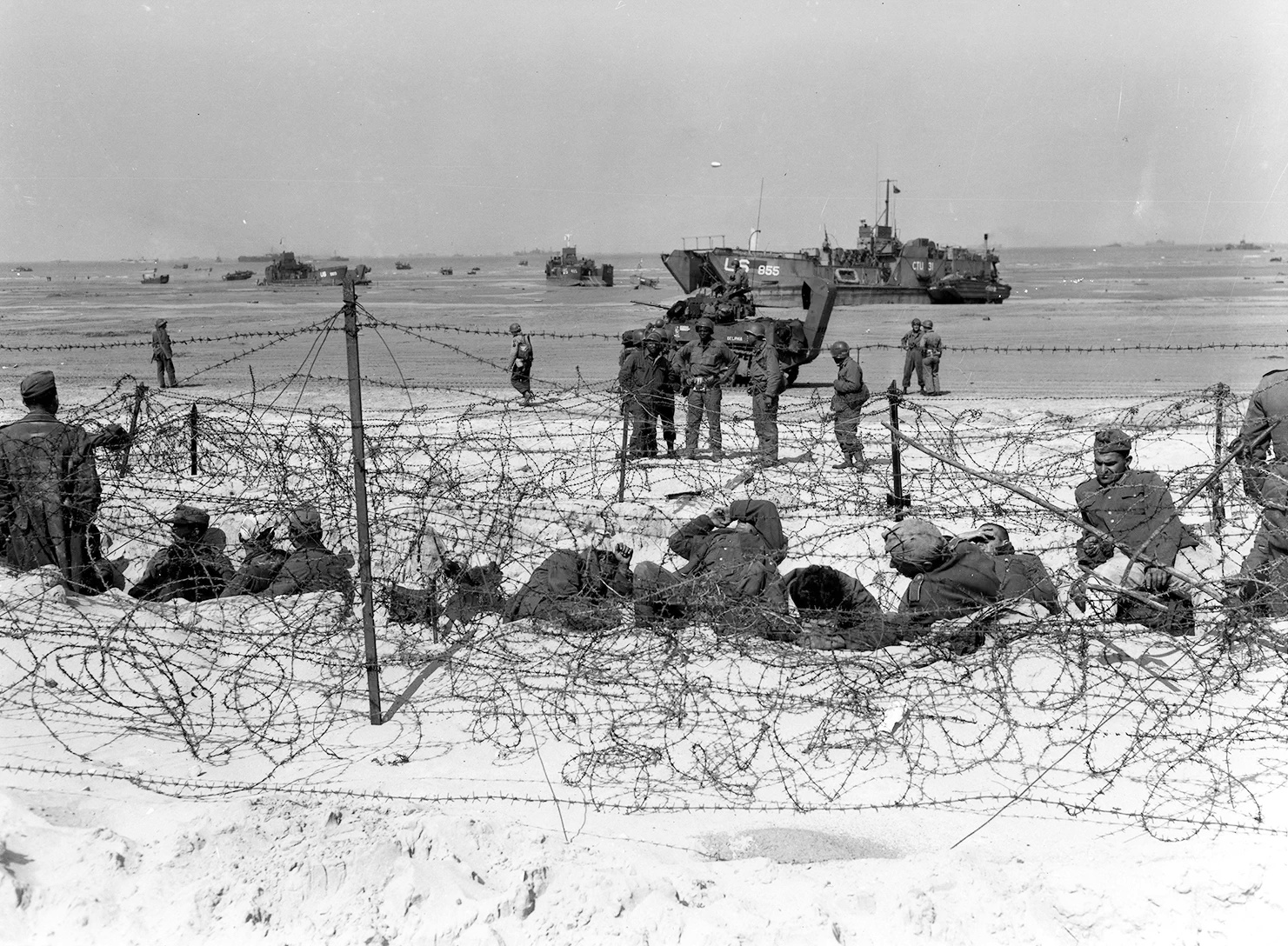
Оточені колючим дротом німецькі військовополонені на плацдармі «Юта» під час висадки англо-американських військ у Нормандії (червень 1944)
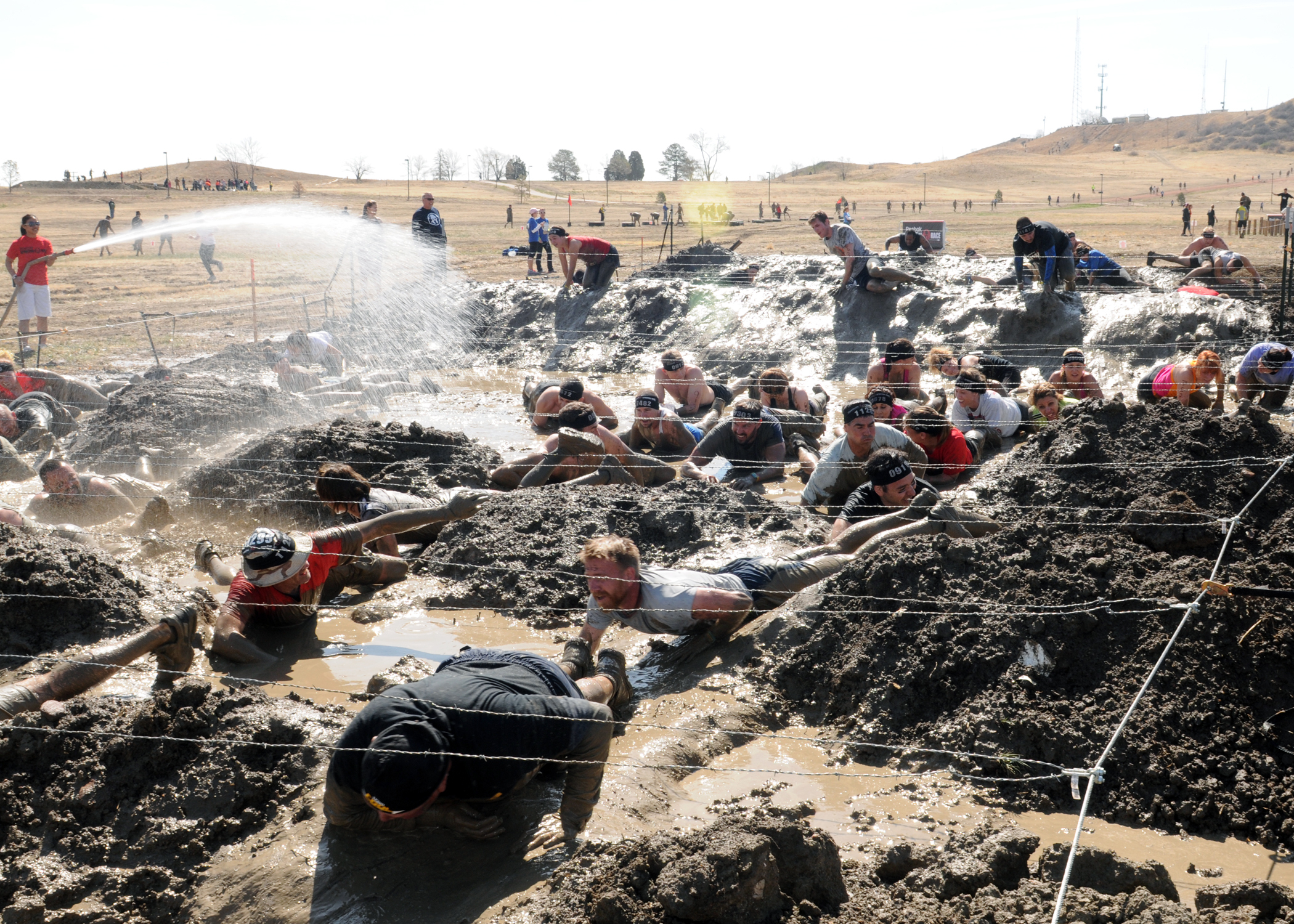
Тренування вояків армії США у подоланні колючих загороджень (Форт Карсон,  травень 2013)
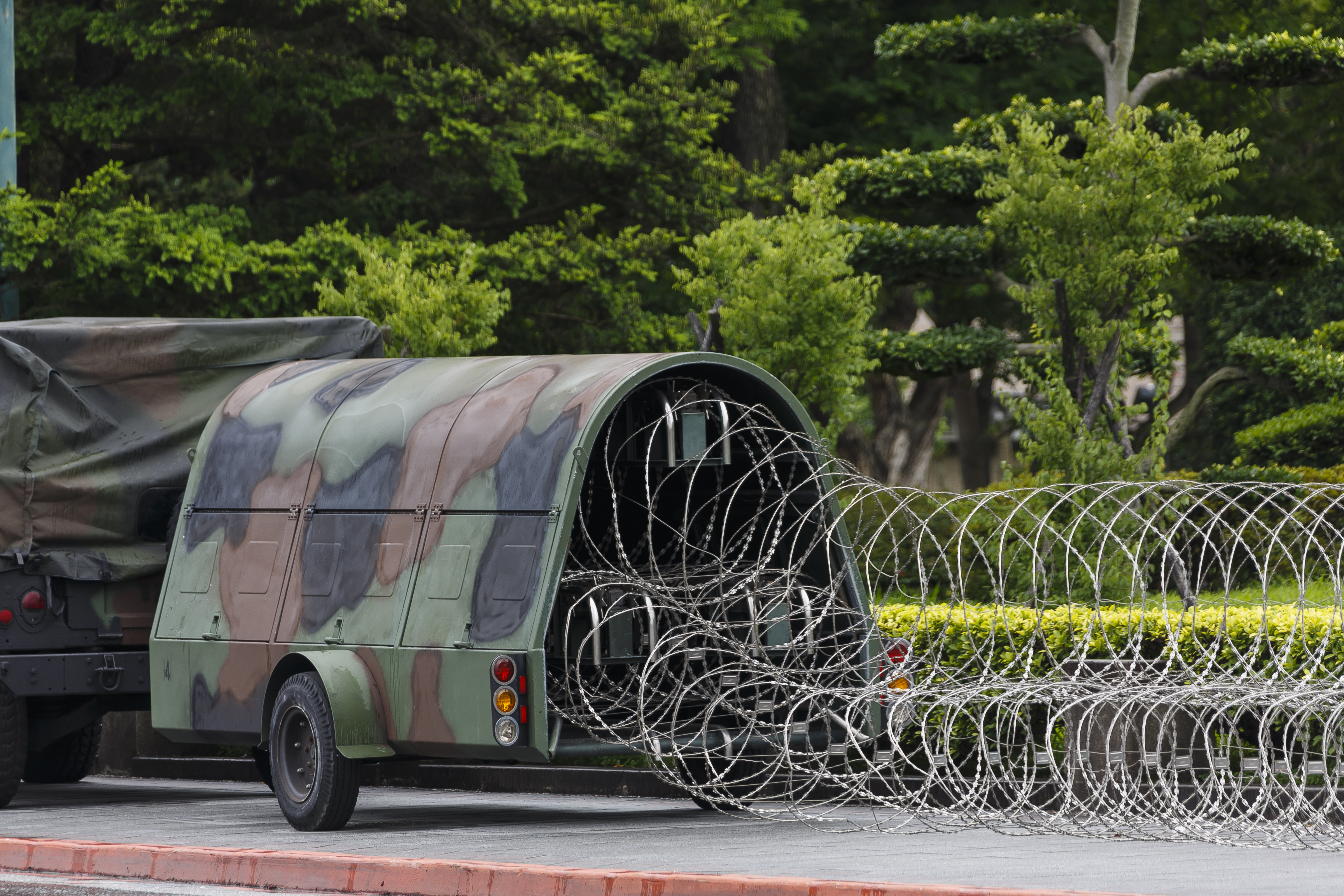
Військова техніка для встановлення колючого дроту (армія Тайваню, 2014)
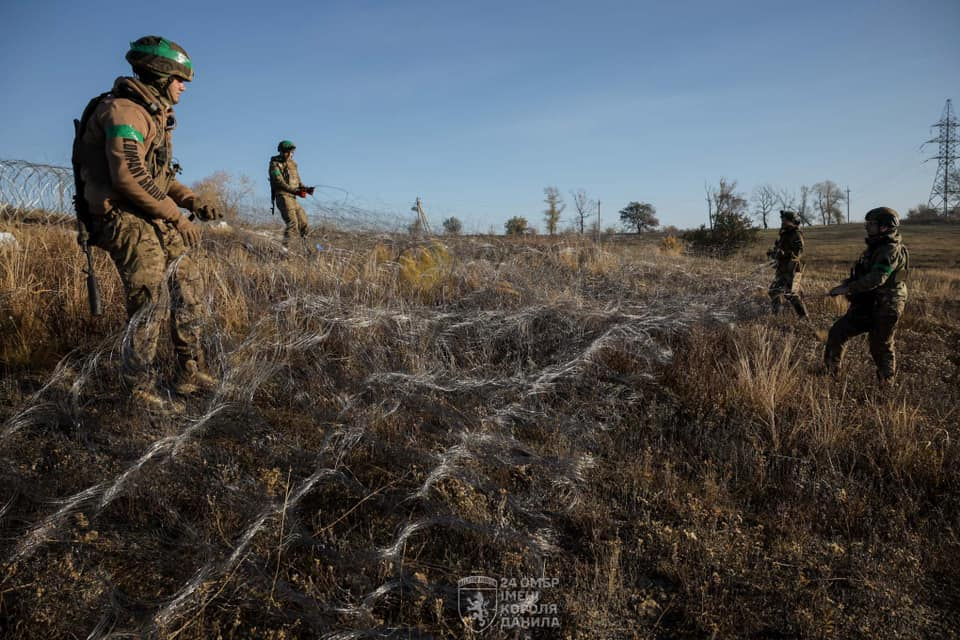
Встановлення різновиду колючого дроту — плутанки (стопозаплутувача) підрозділом 3-ї окремої штурмової бригади в Часовому Яру (листопад 2024)